# 皓文控股
皓文控股有限公司，簡稱皓文控股（英語：Hao Wen Holdings Limited，港交所：8019），在1988年，由當時創辦人鍾志孟（前主席），在香港（總部）成立。其後在1995年，於山西太原成立「山西中遠威醫藥有限公司」，前身為「中遠威生物製藥有限公司」。於2016年1月,該公司市值大約為4億元。
現時董事會主席為徐愛妮。
於二零一六年九月，集團透過業務多元化收購Reach Solution Technology Limited 及其附屬公司（「Reach Solution」）進軍電子零部件貿易業務，務求實現穩健及可持續增長。於回顧年度，收益約為人民幣15,053,000元，較二零一六年錄得收益增長261.7%。集團將持續監控供應商之生產程序以確保產品質量，並不斷物色生產成本更低之生產基地以進一步提高電子零部件貿易之回報。鑒於生物質燃料業務的表現不佳，於回顧年度，董事盡量減少資本開支及削減不必要的成本。

## 外部連結
- tricor.com.hk/webservice/008019/ （页面存档备份，存于）
- guguanjieyan.com